# Sherburn Hill
Sherburn Hill är en by i kommunen Durham i grevskapet Durham i England. Byn är belägen 6,1 km 
från Durham. Orten har 1 176 invånare (2015).